# Sicyopus multisquamatus
Sicyopus multisquamatus es una especie de pez de la familia de los    Gobiidae en el orden de los Perciformes.

## Morfología
Los machos pueden llegar a alcanzar los 4,6 cm de longitud total.

## Hábitat
Es un pez de agua dulce, de clima tropical y bentopelágico.

## Distribución geográfica
Se encuentra en Ceram (Indonesia).

## Observaciones
Es inofensivo para los humanos.